# Câu lạc bộ (tổ chức)

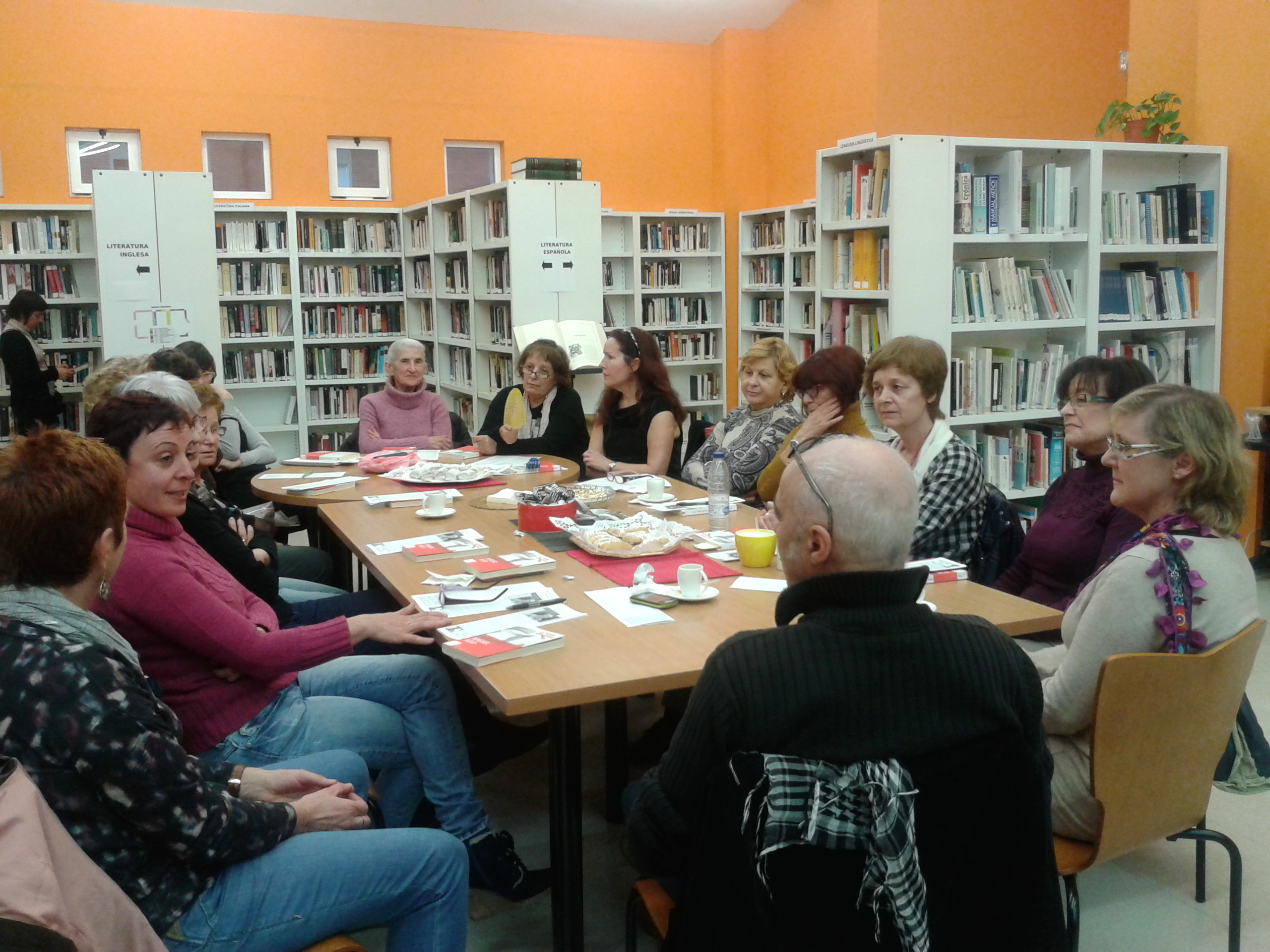
Một buổi thảo luận trong Câu lạc bộ văn học.

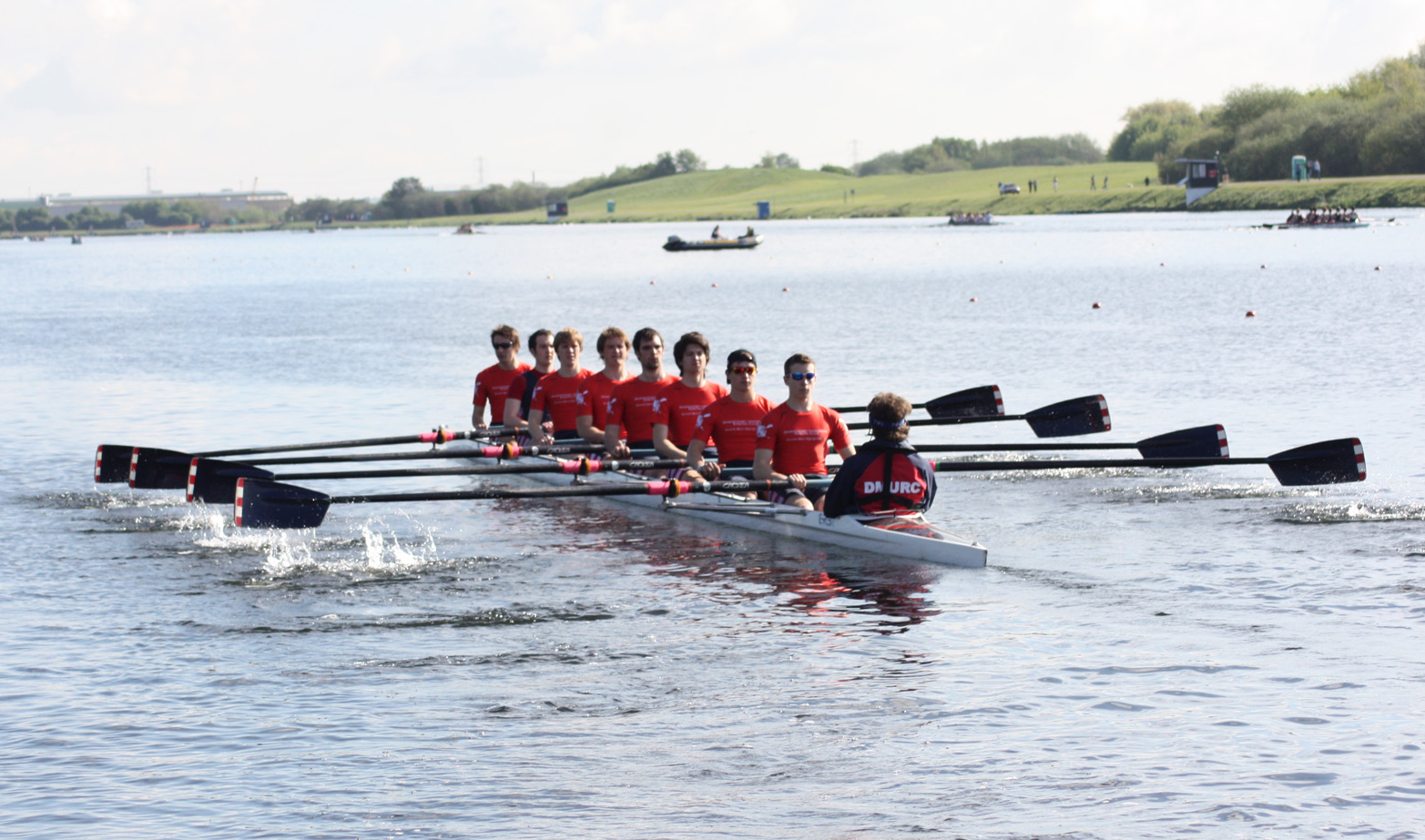
Câu lạc bộ chèo thuyền

Câu lạc bộ (tiếng Anh: club) là một khái niệm định nghĩa một nhóm các cá nhân tự nguyện tham gia vào một thỏa thuận hợp pháp vì lợi ích và mục tiêu chung, dựa trên những người có cùng sở thích thuộc các lĩnh vực khác nhau trong xã hội.
Câu lạc bộ thường đề xuất sự riêng tư rằng việc gia nhập thành viên chỉ thông qua bầu cử và lời mời; định nghĩa cũng thường ngụ ý đây là khu vực dành cho tụ họp và giải trí của các thành viên. Do đó, cá nhân chỉ có thể hành động thông qua người điều hành của họ, hoặc các thành viên được ủy quyền trong quản lý của nhóm. Câu lạc bộ cũng có thể là một tổ chức từ thiện.
Một câu lạc bộ chỉ tồn tại dựa trên nguồn quỹ và các thành viên, song song đó nó cũng mang tính chất tạm thời hoặc vĩnh viễn.

## Từ nguyên
"Câu-lạc-bộ" (chữ Hán: 俱樂部) tuy là từ Hán Việt nhưng không phải phiên âm trung gian từ "club" qua tiếng Trung (như Anh, Pháp, Đức, Mỹ) mà là qua tiếng Nhật. Tiếng Nhật phiên âm từ "club" là "kurabu", viết theo Katakana là クラブ. Tuy nhiên trong giai đoạn các từ vựng tiếng Anh bắt đầu du nhập vào tiếng Nhật, Katakana chưa được ưa chuộng hơn Kanji (Hán tự) để sử dụng cho việc viết các từ ngoại lai. Do vậy người Nhật dùng ateji (viết chữ Hán để phiên âm ngoại lai cho tiếng Nhật) phiên âm từ "club" thành 俱樂部 (cách đọc vẫn là "kurabu"). Sau đó ba chữ Hán này được truyền sang tiếng Trung (giản thể: 俱乐部, pinyin: jù lè bù) rồi sang tiếng Việt.
Hiện tại ở Nhật Bản, Katakana đã có vị thế lớn hơn xưa khi viết từ ngoại lai, nên cách viết クラブ là phổ biến hơn so với 倶楽部 (tân tự thể của 俱樂部). Tuy vậy để gọi tắt thì người Nhật cũng hay dùng chữ Hán ở cuối là 部 (bộ) thay cho cả cụm クラブ. Ví dụ như "CLB âm nhạc" trong tiếng Nhật thường được gọi là 音楽クラブ (ongaku kurabu, "âm nhạc club"), cũng có thể gọi tắt là 音楽部 (ongaku-bu, "âm nhạc bộ").

## Các loại hình
- Câu-lạc-bộ xã hội
  - Câu lạc bộ quý ông
  - Câu lạc bộ văn học
  - Câu lạc bộ sách
  - Câu lạc bộ chèo thuyền
  - Câu lạc bộ đồng quê
    - Câu lạc bộ golf
    - Câu lạc bộ săn bắn
    - Câu lạc bộ câu cá
    - Câu lạc bộ Quần vợt
    - Câu lạc bộ bơi lội

  - Câu lạc bộ sinh viên
    - Câu lạc bộ hợp âm

  - Câu lạc bộ từ thiện
  - Câu lạc bộ thể thao
    - Câu lạc bộ bóng đá
    - Câu lạc bộ xe đạp

  - Câu lạc bộ người mua